# Misfits (dokumentarfilm)
|  | Denne artikel er oprettet af botten Steenthbot ud fra en ekstern database. Den kan derfor have sproglige fejl eller mangler. Denne skabelon kan fjernes efter kontrol af indholdet. |

 For alternative betydninger, se Misfits. (Se også artikler, som begynder med Misfits)
Misfits er en dansk dokumentarfilm fra 2015 instrueret af Jannik Splidsboel.

## Handling
I Tulsa, Oklahoma, mellem to af byens totusinde kirker, finder man OpenArms Youth Project - byens eneste ungdomsklub der huser unge homo- og transseksuelle teenagers, som har besluttet sig for at springe ud midt i bibelbæltet. Disse unge er betragtet som 'misfits', og deres ugudelige livsstil passer ikke ind i Tulsas konservative og religiøse samfund. "Misfits" er en film om at være sig selv, uagtet at det valg kan have store personlige omkostninger. Filmens tre karakterer, Larissa, Benny og "D", kommer alle i klubben, hvor de finder kærlighed og støtte til at stå imod det daglige drama, som de gennemlever pga. deres seksualitet.